# ザ・クラブ
『ザ・クラブ』 (スペイン語: El Club)は、2015年に公開されたチリ映画（ドラマ映画）。監督と脚本はパブロ・ラライン。第65回ベルリン国際映画祭に正式出品され、審査員グランプリを受賞した。第88回アカデミー賞にはチリ代表として外国語映画賞に出品されたが、ノミネートはされていない。

## キャスト
- アルフレード・カストロ（スペイン語版）（ビダル神父役）
- ロベルト・ファリアス（スペイン語版）（サンドカン役）
- アントニア・セヘルス（スペイン語版）（マドレ・モニカ役）
- マルセロ・アロンソ（スペイン語版）（ガルシア神父役）
- アレハンドロ・ゴイック（スペイン語版）（オルテガ神父役）
- ハイメ・バデル（スペイン語版）（シルバ神父役）
- アレハンドロ・ジーフェキング（英語版）（ラミレス神父役）
- ホセ・ソサ（スペイン語版）（ラスカーノ神父役）
- フランシスコ・レジェス（英語版）（アルフォンソ神父役）
- ゴンサロ・バレンスエラ（英語版）（サーファーのゴンサロ役）
- ディエゴ・ムニョス（スペイン語版）（サーファーのディエゴ役）
- カタリーナ・プリード（スペイン語版）（サーファーのカタ約）
- パオラ・ラトゥス（スペイン語版）（魚売り役）
- エルト・パントハ（スペイン語版）（ドッグトレーナー役）
- フェリペ・リオス（スペイン語版）（ドッグトレーナー役）

## 批評
イギリスのガーディアン紙はこの作品に5つ星を与え、「彼の作品の中でもっとも美しい」と書いた。アメリカ合衆国のバラエティ誌は「an original and brilliantly acted chamber drama in which Larrain’s fiercely political voice comes through as loud and clear as ever」と書いた。
Rotten Tomatoesは42人のレビューに基づいて、新鮮度を81%、平均点を7.6/10とした。総評として「監督のパブロ・ララインは重いテーマを模索しながら、難しい問題を提起し続けた。出演者の能力を最大限に引き出した」と書いた。Metacriticは22人のレビューに基づいてスコアを71点/100点とし、「概して好意的に批評されている」とした。
2015年10月にはラテンビート映画祭で上映されたが、日本では一般劇場公開はされていない。

## 受賞とノミネート
第65回ベルリン国際映画祭に正式出品され、審査員グランプリを受賞した。第88回アカデミー賞にはチリ代表として外国語映画賞に出品されたが、ノミネートはされていない。ゴールデングローブ賞では外国語映画賞にノミネートされた。サン・セバスティアン国際映画祭ではオリソンテ賞にノミネートされた。
| 賞                                 | 部門                               | 対象者 | 結果       | 脚注   |
| ---------------------------------- | ---------------------------------- | --- | ---------- | ------ |
| ゴールデングローブ賞               | 外国語映画賞                       | パブロ・ラライン | ノミネート | [ 10 ] |
| ベルリン国際映画祭                 | 金熊賞                             | パブロ・ラライン | ノミネート | [ 12 ] |
| ベルリン国際映画祭                 | 審査員グランプリ                   | パブロ・ラライン | 受賞       | [ 12 ] |
| サン・セバスティアン国際映画祭     | オリソンテ賞                       | パブロ・ラライン | ノミネート | [ 11 ] |
| ハバナ国際映画祭                   | 作品賞                             | パブロ・ラライン | 受賞       | [ 13 ] |
| シネ・フェニクス・イベロアメリカ賞 | 作品賞                             | パブロ・ラライン | 受賞       | [ 14 ] |
| シネ・フェニクス・イベロアメリカ賞 | 監督賞                             | パブロ・ラライン | 受賞       | [ 14 ] |
| シネ・フェニクス・イベロアメリカ賞 | 男優賞                             | アルフレード・カストロ | 受賞       | [ 14 ] |
| シネ・フェニクス・イベロアメリカ賞 | 男優賞                             | ロベルト・ファリアス | ノミネート | [ 14 ] |
| シネ・フェニクス・イベロアメリカ賞 | 女優賞                             | アントニア・セヘルス | ノミネート | [ 14 ] |
| シネ・フェニクス・イベロアメリカ賞 | 脚本賞                             | パブロ・ラライン ダニエル・ビリャロボス ギジェルモ・カルデロン                                                                                         | 受賞       | [ 14 ] |
| シネ・フェニクス・イベロアメリカ賞 | 撮影賞                             | セルヒオ・アームストロング | ノミネート | [ 14 ] |
| シネ・フェニクス・イベロアメリカ賞 | 編集賞                             | セバスティアン・セプルベダ | ノミネート | [ 14 ] |
| シネ・フェニクス・イベロアメリカ賞 | 音響賞                             | ミゲル・オルマンサバル ロベルト・スニガ イボ・モラガ サロメ・ロマン マウリシオ・モリーナ                                                               | ノミネート | [ 14 ] |
| マル・デル・プラタ国際映画祭       | 作品賞                             | パブロ・ラライン | ノミネート | [ 15 ] |
| マル・デル・プラタ国際映画祭       | 脚本賞                             | パブロ・ラライン ダニエル・ビリャロボス ギジェルモ・カルデロン                                                                                         | 受賞       | [ 15 ] |
| マル・デル・プラタ国際映画祭       | 男優賞                             | ロベルト・ファリアス アルフレード・カストロ アレハンドロ・ゴイック ハイメ・バデル                                                                      | 受賞       | [ 15 ] |
| シカゴ国際映画祭                   | 作品賞                             | パブロ・ラライン | ノミネート | [ 16 ] |
| シカゴ国際映画祭                   | 監督賞                             | パブロ・ラライン | 受賞       | [ 16 ] |
| シカゴ国際映画祭                   | 脚本賞                             | パブロ・ラライン ダニエル・ビリャロボス ギジェルモ・カルデロン                                                                                         | 受賞       | [ 16 ] |
| シカゴ国際映画祭                   | アンサンブル賞                     | ロベルト・ファリアス アントニア・セヘルス アルフレード・カストロ アレハンドロ・ゴイック アレハンドロ・ジーフェキング ハイメ・バデル マルセロ・アロンソ | 受賞       | [ 16 ] |
| シネ・セアラ                       | 作品賞                             | パブロ・ラライン | 受賞       | [ 17 ] |
| シネ・セアラ                       | 脚本賞                             | パブロ・ラライン ダニエル・ビリャロボス ギジェルモ・カルデロン                                                                                         | 受賞       | [ 17 ] |
| シネ・セアラ                       | 男優賞                             | ロベルト・ファリアス アルフレード・カストロ アレハンドロ・ゴイック アレハンドロ・ジーフェキング ハイメ・バデル マルセロ・アロンソ                      | 受賞       | [ 17 ] |
| シネ・セアラ                       | 批評家賞                           | パブロ・ラライン | 受賞       | [ 17 ] |
| ファンタスティック・フェスト       | 作品賞                             | パブロ・ラライン | 受賞       | [ 18 ] |
| ヘルシンキ国際映画祭               | 作品賞                             | パブロ・ラライン | 受賞       | [ 19 ] |
| ヘント・フランドル国際映画祭       | 作品賞                             | パブロ・ラライン | ノミネート |        |
| フィラデルフィア国際映画祭         | 審査員特別賞                       | パブロ・ラライン | ノミネート | [ 20 ] |
| リマ映画祭                         | 作品賞                             | パブロ・ラライン | 受賞       | [ 21 ] |
| オンライン映画批評家協会           | Top 10 no estrenadas en USA        | パブロ・ラライン | 受賞       | [ 22 ] |
| ホセ・マリア・ファルケ賞           | ラテンアメリカ作品賞               | パブロ・ラライン | 受賞       | [ 23 ] |
| カレウチェ賞                       | 新人男優賞                         | アルフレード・カストロ | ノミネート | [ 24 ] |
| カレウチェ賞                       | 新人男優賞                         | マルセロ・アロンソ | ノミネート | [ 24 ] |
| カレウチェ賞                       | 助演男優賞                         | ロベルト・ファリアス | 受賞       | [ 24 ] |
| カレウチェ賞                       | 助演男優賞                         | アレハンドロ・ジーフェキング | ノミネート | [ 24 ] |
| カレウチェ賞                       | 助演男優賞                         | ホセ・ソサ | ノミネート | [ 24 ] |
| カレウチェ賞                       | 助演女優賞                         | アントニア・セヘルス | 受賞       | [ 24 ] |
| プラティーノ賞                     | イベロアメリカ・フィクション作品賞 | パブロ・ラライン | ノミネート |        |
| プラティーノ賞                     | 監督賞                             | パブロ・ラライン | ノミネート |        |
| プラティーノ賞                     | 脚本賞                             | パブロ・ラライン ダニエル・ビリャロボス ギジェルモ・カルデロン                                                                                         | 受賞       |        |
| プラティーノ賞                     | 男優賞                             | アルフレード・カストロ | ノミネート |        |
| プラティーノ賞                     | 女優賞                             | アントニア・セヘルス | ノミネート |        |
| プラティーノ賞                     | 撮影賞                             | セルヒオ・アームストロング | ノミネート |        |